# Hanssuesia
Hanssuesia (podle paleontologa Hanse D. Suese) byl menší ptakopánvý pachycefalosauridní dinosaurus, žijící na území Kanady (Alberta) a Montany (souvrství Dinosaur Park, souvrství Oldman a souvrství Judith River) v období pozdní svrchní křídy (geologický stupeň kampán, asi před 80 až 72 miliony let). Typový druh H. sternbergi byl popsán americkým paleontologem Robertem Sullivanem v roce 2003. Původně však byl znám jako Troodon sternbergi a Stegoceras sternbergi, jak jej roku 1943 popsali paleontologové Brown a Schlaikjer.

## Popis
Stejně jako ostatní pachycefalosauři byl i tento rod menším býložravcem, pohybujícím se po dvou a spásajícím nízko rostoucí vegetaci. Jeho hlavu zdobila charakteristická lebeční "přilba", kterou možná používal při obraně nebo soubojích ve stádě. Od ostatních pachycefalosaurů jej však odlišovalo několik lebečních znaků, například široká nosní báze. Dosahoval celkové délky asi 2,4 metru.
Tento rod by podle studie z roku 2023 mohl ve skutečnosti spadat spolu s rodem Gravitholus do rodu Stegoceras.